# Imigração brasileira na Guiana Francesa
Os brasileiros na Guiana Francesa são uma grande comunidade de brasileiros que vivem e trabalham na Guiana Francesa. Assim como acontece na Guiana e no Suriname, muitos deles são garimpeiros que entraram ilegalmente na Guiana Francesa para trabalhar em minas de ouro nesse território. Em 2015, segundo o Itamaraty, havia 80 000 brasileiros vivendo legalmente nesse departamento ultramarino francês, a que se somam várias dezenas de milhares ilegais, que em 2008 se estimavam em 50 000. Segundo algumas fontes, em 2006 os brasileiros representavam cerca de 10% da população total da Guiana Francesa, mas tendo em conta que em 2006 a população do país não chegava aos 200 000, essa percentagem podia ultrapassar os 30% contabilizando os imigrantes ilegais.

## Imigração ilegal
A Guiana Francesa continua sendo um destino popular para os garimpeiros ilegais do Brasil, por quatro razões, o alto valor do euro, o aumento dramático do preço do ouro criou uma grande corrida do ouro nas Guianas, a forte repressão organizada pelas forças de segurança brasileiras contra a mineração ilegal no Brasil e a falta de rastreabilidade na cadeia de abastecimento legal de ouro francês, que permite uma fácil lavagem de ouro ilegal.
Mais de 15 mil imigrantes ilegais, principalmente do Brasil estão trabalhando em mais de 500 locais não autorizados de extração de ouro na Guiana Francesa. A comuna de São Jorge do Oiapoque, que fica no rio Oiapoque (que faz fronteira com o Brasil), em frente à cidade brasileira de Oiapoque, é uma das principais portas de entrada para imigrantes brasileiros ilegais.